# Violeta Isfel
Violeta Isfel (Ciudad de México, Meksiko, 11. lipnja 1985.) meksička je glumica i pjevačica, koja uglavnom glumi u telenovelama.

## Filmografija
- La última esperanza
- Između ljubavi i mržnje — Paz
- Rubí — Manita
- Lola, érase una vez — Gabriela
- Glupače ne idu na nebo — Lucía López Carmona
- Atrévete a soñar — Antonella Rincón Peña
- Una familia con suerte[1] Mónica
- Porque el amor manda — Marisela Pérez Castellanos
- Yo no creo en los hombres (2014.) — Nayeli Campos
- La vecina — Titina
- Mi marido tiene familia[2] — Clarissa